# Seirocastnia latimargo
Seirocastnia latimargo là một loài bướm đêm trong họ Noctuidae.